# فرقاطة هيسين (إف-221)
الفرقاطة هيسين (بالألمانية: (Die Fregatte Hessen (F 221، هي فرقاطة من فئة ساكسونيا، تابعة للبحرية الألمانية، صنعت بين عامي 2001 و2005 من قبل نوردسفيركي، إمدن، تم وضعها في الخدمة في 21 أبريل 2006، وتتمثل مهمتها الرئيسية في الدفاع الجوي-أي قتال الطائرات والأهداف الجوية الأخرى-، مجهزة بصواريخ طويلة المدى ورادارات قوية للغاية، تمت تسميتها تيمنا بالمدمرة هيسين (دي 184) اللتي تم إيقاف تشغيلها في عام 1990 كانت الفرقاطة هيسين هي الثالثة والاخيرة في فئة ساكسونيا تعمل لصالح البحرية الألمانية، توجد السفينة في مدينة فيلهلمسهافن إلى جانب السفينتين من فئة ساكسونيا.

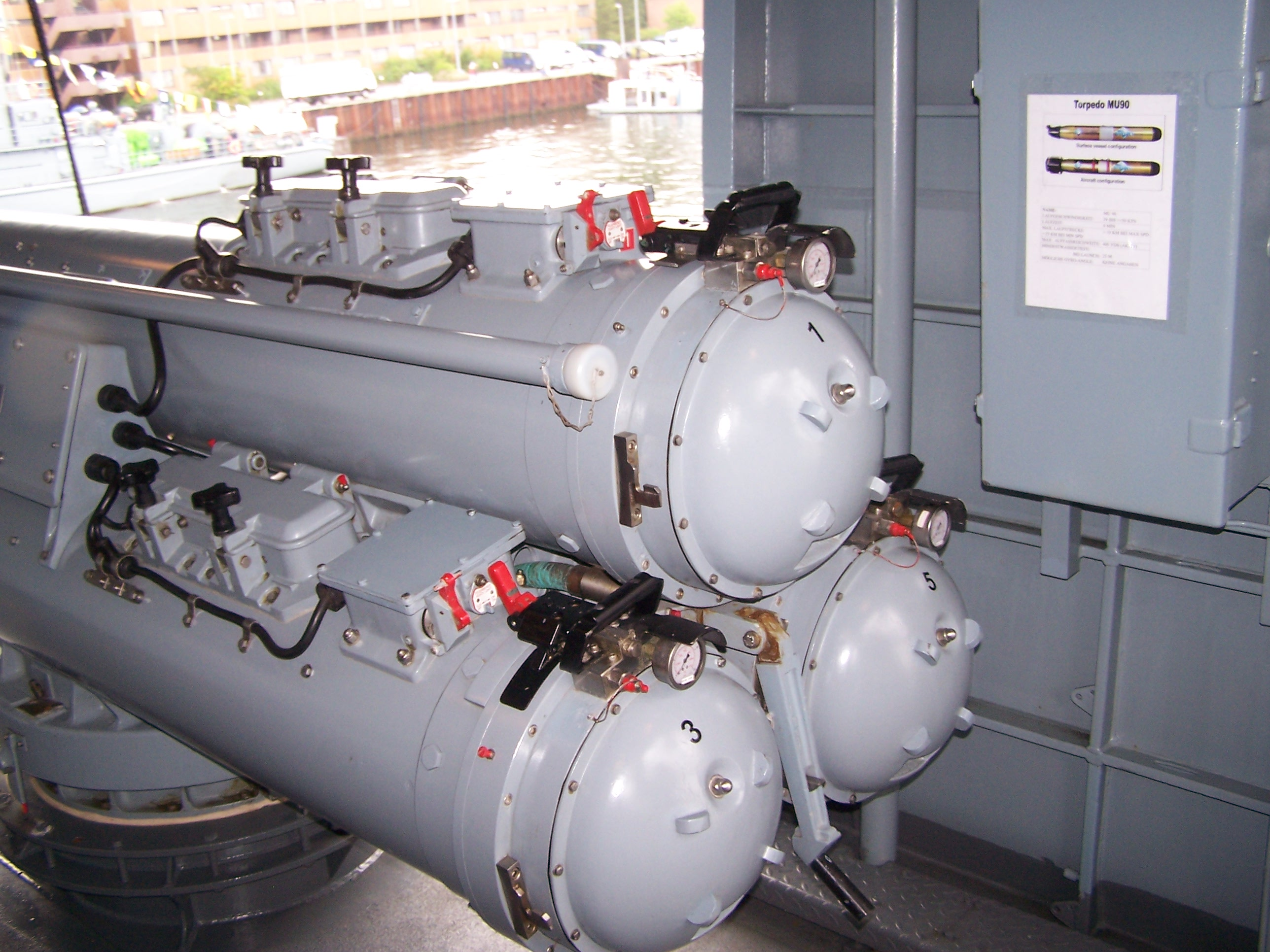
بطارية طوربيدات ثلاثية إم يو 90 إمباكت موجودة على سطح الفرقاطة

## الخدمة
بعد تشغليها بوقت قصير في 2006، تم إرسالها مع بقية سفن البحرية الألمانية إلى ساحل مكلنبورغ، خلال المؤتمر الثالث والثلاثين لمجموعة الثمانية في 2007، في 2008 كانت جزءا من فرقة العمل البحرية اللتي تم نشرها لدعم قوة الأمم المتحدة المؤقتة في لبنان. في أواخر 2009 تم إشراكها في تمرين على الساحل الشرقي للولايات المتحدة، برفقة حاملة الطائرات يو أس أس دوايت أيزنهاور. في مارس 2010 كانت جزءا في مجموعة حاملة الطائرات يو أس أس هاري أس. ترومان القتالية. في يونيو 2010 عبرت الفرقاطة قناة السويس مع الأسطول الخامس الأمريكي.
من يناير إلى يونيو 2013 كانت الفرقاطة جزءا من مجموعة الناتو البحرية الدائمة الأولى ومركز لقيادة الأدميرال جورج فون مالتزان. وكانت أيضا جزءا في عملية المحاولة الفعالة خلال هذه الفترة. من ديسمبر 2013 حتى أبريل 2014، كانت الفرقاطة جزءا من إي يو نافور في عملية أتلانتا لتتبع القراصنة على ساحل الصومال. من مايو حتى يونيو 2015، أرسلت السفينة إلى البحر الأبيض المتوسط إلى جانب سفينة التجديد برلين. أنقذت السفينتان 400 لاجئ من حطام السفن والحوادث الأخرى.

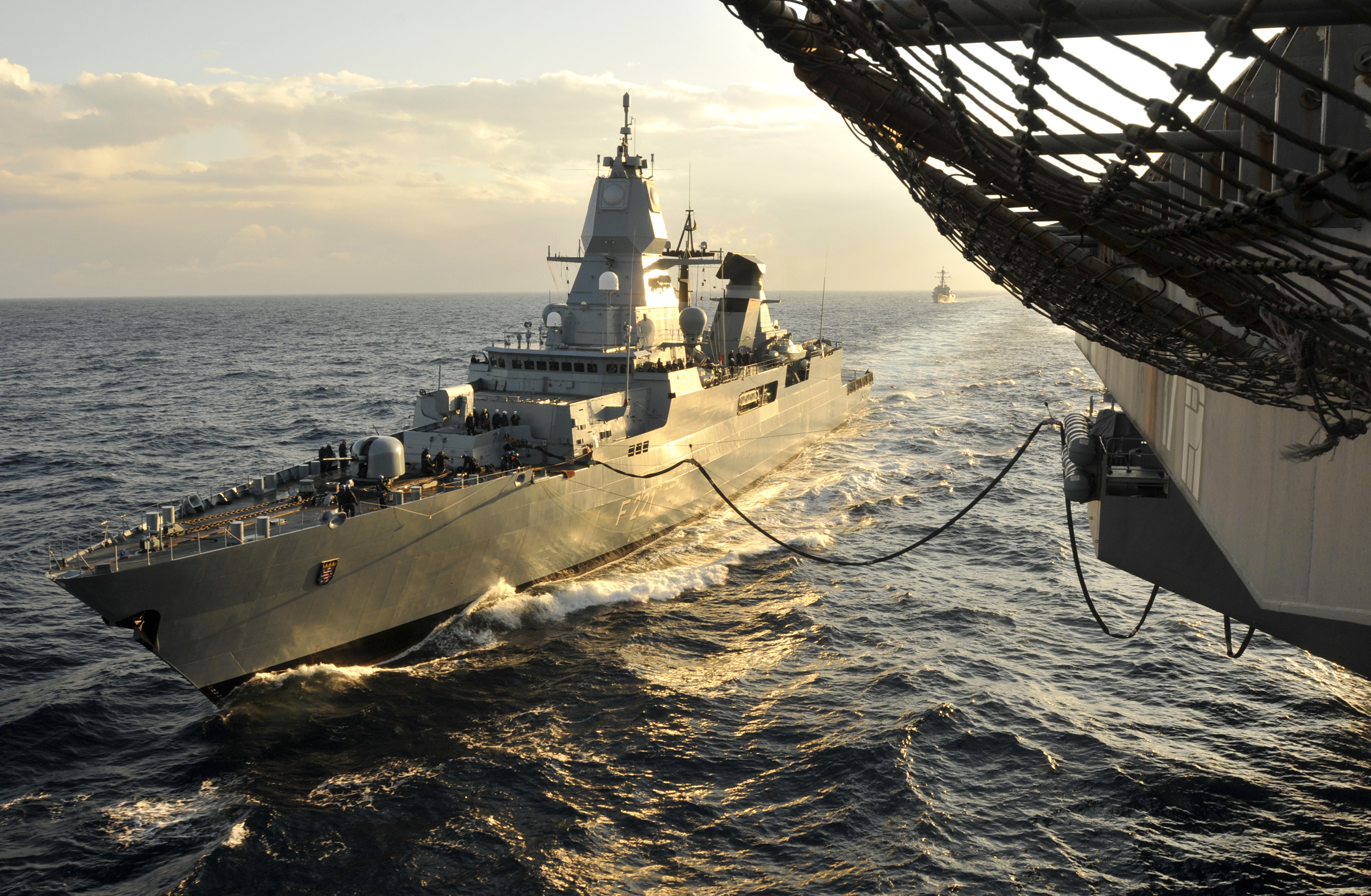
الفرقاطة هيسين تملأ الوقود من حاملة الطائرات الأمريكية يو إس إس دوايت أيزنهاور (CVN-69)

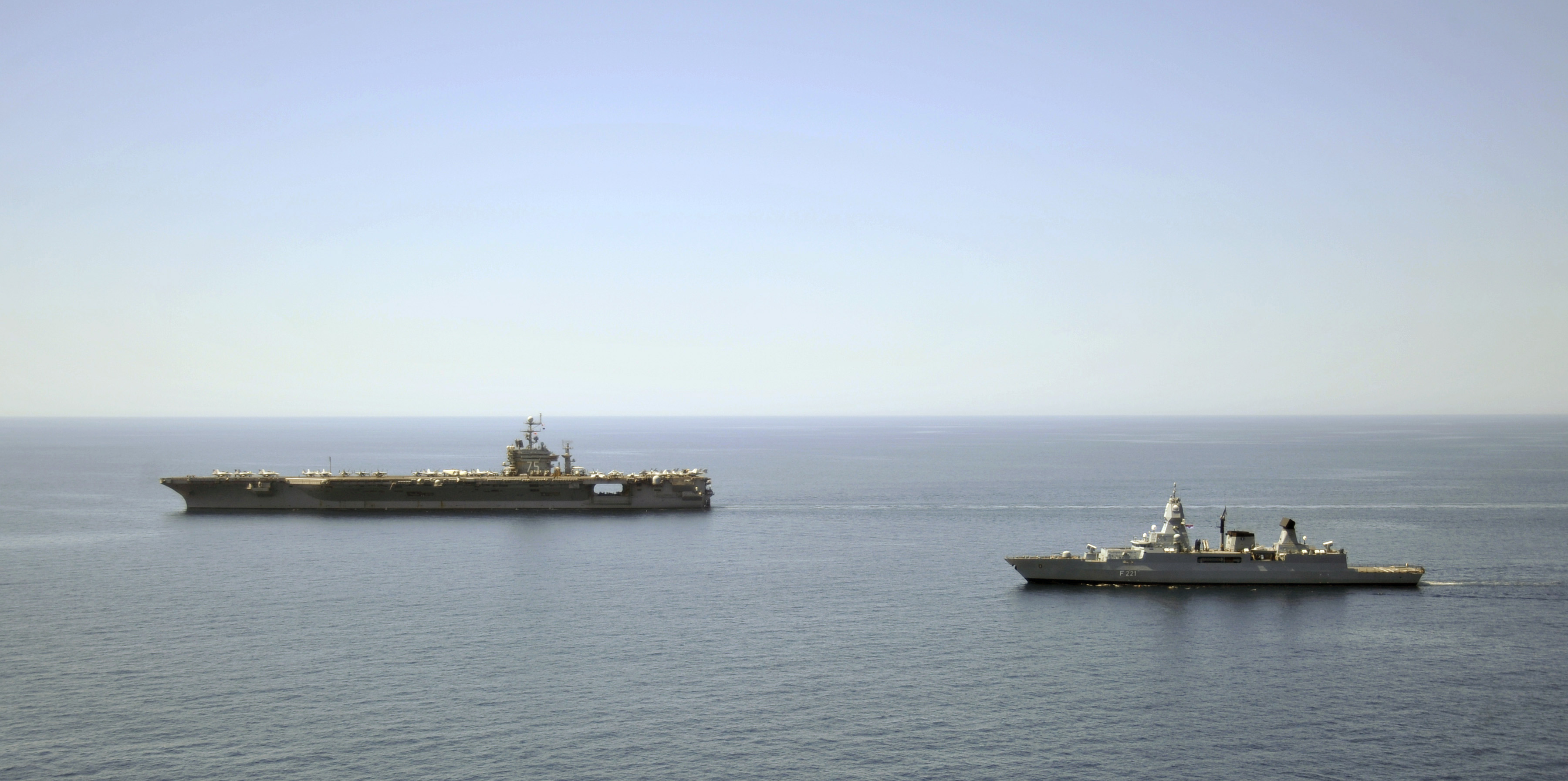
الفرقاطة هيسين بجانب حاملة الطائرات الأمريكية يو إس إس هاري ترومان (CVN - 75)